# イーダイアー

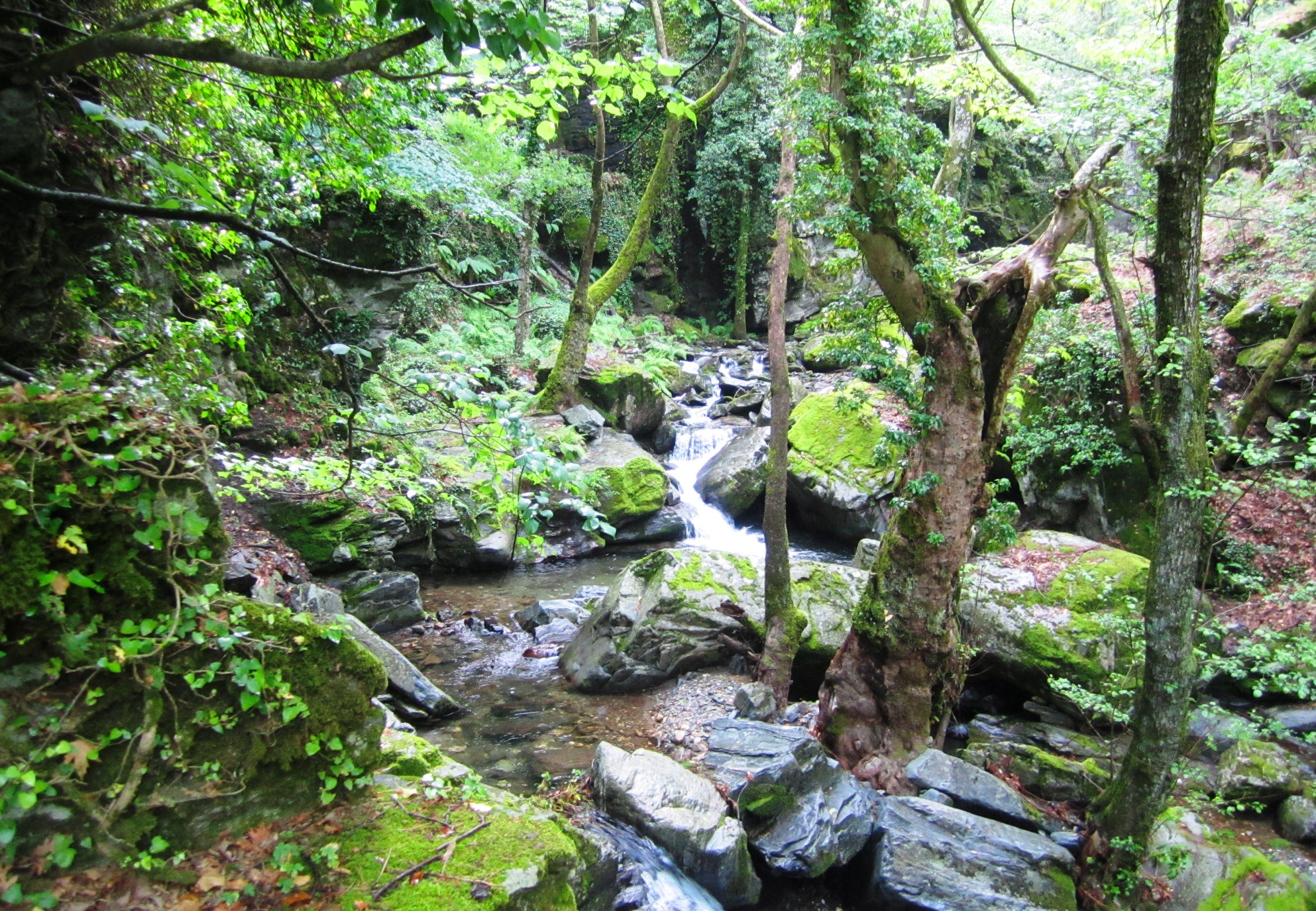
トローアス地方のイーデー山（カズ山）の自然。

イーダイアー（古希: Ἰδαία, Īdaiā）は、ギリシア神話の女性である。「イーデーの」という意味の形容詞の女性形で、「イーデー出身の女」または「イーデーに住む女」の意。長音を省略してイダイアとも表記される。主に、
- クーレースの母
- スカマンドロスの妻
- ダルダノスの娘

が知られている。以下に説明する。

## クーレースの母
このイーダイアーは、ゼウスの妻である。シケリアのディオドーロスによると、ゼウスはウーラノスの兄弟でクレーテー島の王となったゼウスと、クロノスの息子で神々の王ゼウスの2人がいて、イーダイアーは前者の妻となり、10人のクーレース(Κούρης)を生んだ。

## スカマンドロスの妻
このイーダイアーは、ニュムペーである。河神スカマンドロスとの間にテウクロス、カリロエー、ストリューモー、グラウキアを生んだ。シケリアのディオドーロスはスカマンドロスの妻の名前について言及していないが、イーデー山のニュムペーであるとしている。
子供たちのうち、テウクロスは後にトロイアと呼ばれることになる地域を最初に統治した。娘はいずれも歴代のトロイア王と結婚し、カリロエーはトロース王と、ストリューモーはラーオメドーン王と結婚した。

## ダルダノスの娘
このイーダイアーは、ダルダノスの娘で、サルミュデーッソスの王ピーネウスと結婚した。シケリアのディオドーロスによると、彼女の父ダルダノスはトロイアの王ではなくスキュティアの王である。
ピーネウスは前妻クレオパトラーとの間に2子プレークシッポスとパンディーオーンがいたが、イーダイアーが彼らに犯されたと讒言したため、ピーネウスは彼らを盲目にして投獄した。このためピーネウスはアルゴナウタイと子供たちの祖父である北風の神ボレアースによって懲らしめられた。
あるいはイーダイアーの讒言でクレオパトラーの2人の子供たちは鞭打ちの刑に処されていたが、アルゴナウタイが訪れた際にカライスとゼーテースが甥にあたる子供たちを救出し、ヘーラクレースがピーネウスの軍勢と戦った。そしてクレオパトラーが保護されると、プレークシッポスとパンディーオーンはイーダイアーを罰しようとしたが、ヘーラクレースが止めたため、イーダイアーは故郷のスキュティアに送り返された。しかし父ダルダノスは彼女を死刑にした。

## その他の女性
- クレーテー島の王ミーノースの娘。ゼウスとの間にアステリオーンを生んだ[14]。
- ニュムペー。ゼウスとの間にクレース（Κρής）を生んだ[15]。